# Human Connectome Project
Human Connectome Project är ett ambitiöst forskningsprojekt som har som mål att kartlägga hjärnans härva av nervtrådar. Uppgiften är gigantisk eftersom hjärnan innehåller omkring 100 miljarder nervceller vilka var och en har kontakter med många andra celler. Förbindelserna förändras dessutom ständigt i arvets samspel med miljön. Projektet kommer därför att inledningsvis koncentrera sig på huvudstråken av förbindelser mellan cirka 300 områden i hjärnan. Projektet lanserades i juni 2009 och sponsras av National Institutes of Health.